# Al-Hashimiyya
al-Hashimiyya är ett distrikt i Irak. Det ligger i provinsen Babil, i den centrala delen av landet, 110 km söder om huvudstaden Bagdad.
Följande samhällen finns i al-Hashimiyya:
- al-Qasim